# 夫人宫 (罗马)
夫人宫（義大利語：Palazzo Madama）是罗马的一座宫殿，目前是意大利参议院所在地。
夫人宫修建在古代尼禄浴场的废墟之上，毗邻纳沃纳广场。在中世纪，Farfa修道院的修士收购了这块土地，后来被法国获得。
15世纪末美第奇家族在此修建新建筑，1505年完工。美第奇家族两位堂兄弟枢机主教，若望和朱利亚诺，后来分别成为教宗利奥十世和克勉七世。克勉七世的侄女凯瑟琳·德·美第奇，1533年嫁给法国国王弗朗索瓦一世的儿子亨利之前也住在这里。艺术家卡拉瓦乔的靠山Francesco Maria Del Monte枢机，也在这里去世。
夫人宫得名于神圣罗马帝国皇帝查理五世私生女奥地利的玛格丽塔夫人，她嫁给一位私生子亚历山德罗·美第奇，丧夫后再嫁奥塔维奥·法尔内塞。因此佛罗伦萨美第奇家族的一部分艺术收藏品由法尔内塞家族继承。
目前的立面建于17世纪50年代中期，增加了华丽的檐口和怪诞的屋顶装饰。
美第奇家族灭绝后，这座宫殿被移交给洛林王室，后来又交给教宗本笃十四世，成为教宗政府所在地。1849年，教宗庇護九世将财政部、公债部和教宗邮局搬到这里。1871年，新成立的意大利王国征服罗马后，夫人宫成为参议院所在地。